# Coptops intermissa
Coptops intermissa là một loài bọ cánh cứng trong họ Cerambycidae.